# Anolis maculiventris
Espèce
Synonymes
- Norops maculiventris (Boulenger, 1898)

Anolis maculiventris est une espèce de sauriens de la famille des Dactyloidae.

## Répartition
Cette espèce se rencontre en Colombie et dans le nord-ouest de l'Équateur.

## Publication originale
- Boulenger, 1898 : An account of the reptiles and batrachians collected by Mr. W. F. H. Rosenberg in western Ecuador.  Proceedings of the Zoological Society of London, vol. 1898, no 1, p. 107-126 (texte intégral).